# Die Liste der Superklasse
Die Liste der Superklasse, auf Englisch The Superclass List, ist eine Auflistung bestimmter Personen der Machtelite des Autors David Rothkopf. Auf die nicht veröffentlichte Liste stützt er sich in seinem Buch Superclass: The Global Power Elite and The World They Are Making. Er gibt vier gemeinsame Erfolgsmerkmale der Mitglieder dieser Machtelite an, die deren einzigartige Macht in der globalen Welt garantierten: Geografische Lage, Stammbaum, Netzwerkbildung und Glück.

## Verifizierung der Liste
Rothkopf schreibt, seine Liste aus dem Jahr 2008 umfasse 6000 Personen. Die Aufstellung ist nur grob unterteilt und beruht hauptsächlich auf statistischen Daten. Nach Rothkopfs Auffassung entspricht ein Mitglied einer Million Menschen der Weltbevölkerung, daher müsste die Zahl der Eliteangehörigen nach 2008 entsprechend höher sein.
Rothkopf erklärte, dass diese Liste nicht veröffentlicht werden solle, da dies zu Diskussionen über die Berechtigung einzelner Zuordnungen führen könnte. In Einzelinterviews nannte er die Namen einzelner Personen auf der Liste, von denen er behauptete, er habe ihre Zugehörigkeit verifiziert.
Argentinien
1. Cristina Fernández de Kirchner[2]

Australien
1. Rupert Murdoch

Belgien
1. Albert Frère
2. Étienne Davignon
3. Maurice Lippens

Brasilien
1. Luiz Inácio Lula da Silva

Chile
1. Andronico Luksic

China
1. Hu Jintao
2. Fu Chengyu[1]
3. Ding Lei
4. Lou Jiwei
5. Yang Huiyan
6. Zhou Xiaochuan
7. Richard Li Tzar Kai

Kolumbien
1. Luis Alberto Moreno[1]
2. Shakira
3. Julio Mario Santo Domingo[3]

Ägypten
1. Amr Khaled[3]
2. Amr Moussa

Dänemark
1. Janus Friis[3]

Frankreich
1. Nicolas Sarkozy[3]
2. Pascal Lamy[1]
3. Michèle Alliot-Marie
4. Baudouin Prot
5. Jean-Claude Trichet

Deutschland
1. Angela Merkel[3]
2. Josef Ackermann[1]
3. Josef Joffe
4. René Obermann
5. Reinhard Mohn

Iran
1. Ali Khamenei[3]

Irland
1. Bob Geldof[1]

Italien
1. Silvio Berlusconi[1]

Niederlande
1. Jeroen van der Veer[3]

Japan
1. Hiroshi Mikitani[3]
2. Osamu Suzuki
3. Akira Mori

Kenia
1. Wangari Maathai[3]

Kuwait
1. Sabah Al-Ahmad Al-Jaber Al-Sabah[3]

Libanon
1. Sheikh Hassan Nasrallah[1]

Liberia
1. Ellen Johnson Sirleaf[3]

Libyen
1. Patrice Motsepe[3]

Mexiko
1. Mario Molina[1]
2. Genaro Larrea Mota Velasco
3. Guillermo Ortiz Martínez[3]
4. Carlos Slim Helú
5. Joaquín Guzman

Nigeria
1. Aliko Dangote[3]
2. Odein Ajumogobia
3. Francis Arinze

Nordkorea
1. Kim Jong-il († 2011)[1]

Qatar
1. Sheikh Hamad bin Thamer al-Thani[3]

Russland
1. Alexei Miller[1]
2. Vladimir Putin[3]
3. Vladimir Popovkin
4. Andrey Likhachev
5. Oleg Deripaska

Saudi-Arabien
1. Bandar bin Sultan[1]
2. Al-Waleed bin Talal[3]

Singapur
1. Ho Ching[1]

Südafrika
1. Nelson Mandela († 2013)[3]
2. Patrice Motsepe

Südkorea
1. David Yonggi Cho[1]

Portugal
1. José Manuel Barroso[3]

Schweden
1. Carl Bildt[4]
2. Marcus Wallenberg
3. Ingvar Kamprad
4. Fredrik Reinfeldt
5. Carl-Henric Svanberg[5]

Etwa 20–30 Schweden sind Teil der Liste.
Schweiz
1. Peter Brabeck-Letmathe[1]

Türkei
1. Kemal Derviş[3]

VAE
1. Khalifa Mohammad Al-Kindi[3]

United Kingdom
1. Mike Turner[1]
2. Richard Branson
3. Bernie Ecclestone[3]
4. Lakshmi Mittal
5. John Silvester Varley
6. Mark Thompson
7. Stacy Shannon

USA
1. George W. Bush[3]
2. Arnold Schwarzenegger[1]
3. Ronald Sugar
4. Jeffrey Immelt
5. James „Jamie“ Dimon
6. Robert Zoellick
7. Oprah Winfrey
8. Indra Nooyi
9. Al Gore
10. Lee Scott
11. Michael Mullen
12. Mark Zuckerberg
13. Pierre Omidyar
14. Steve Case
15. Sumner Redstone
16. Michael Bloomberg
17. Rex Tillerson
18. Ben Bernanke
19. Ken Lewis
20. Stephen Green
21. Lloyd Blankfein
22. Sergey Brin
23. Larry Page
24. Bill Gates
25. Warren Buffett
26. Jerry Yang
27. Henry „Hank“ Paulson[5]
28. Joshua Bolten

Vatikan
1. Pope Benedict XVI[3]

Venezuela
1. Lorenzo Mendoza Gimenez[1]
2. Gustavo Cisneros